# フレディー・ブロム
フレディー・ブロム（Fredie Blom、1904年5月8日? - 2020年8月22日）は、南アフリカ共和国のスーパーセンテナリアン。本人の発言から1904年5月8日に生まれたとされ、2020年8月22日に亡くなった時点では116歳であったとされる。
生年月日を記載した南アフリカの発行身分証明書を持っていたが、ギネス世界記録がこの主張を認定することはなかった。生年月日が正しければ、2017年9月15日にヴァイオレット・ブラウンが亡くなった後の黒人最高齢者、死去時には世界で田中カ子、リュシル・ランドンに次いで世界で3番目の高齢者であった。

## 略歴
1904年5月8日、東ケープ州のアデレードで生まれたとされ、若いころにケープタウンに引っ越した。家族の大多数は1918年のスペインかぜで死去した。
アパルトヘイト中は建設業と農家として過ごした。ケープタウンで農家として働き、その後建設業に加わった。文盲であり、子供の頃は学校に通っていなかった。しかし、数を数えることは可能であった。コンクリート製の壁の設置に取り組み、80歳を超えた後にその仕事を辞めた。 COVID-19パンデミック中の116歳の誕生日の様子は広く報道された。その際インタビューを受けると、政府がパンデミックによって出した措置に対し、「自分自身で何をやっているか分かっていないんだ」と語った。たばこを好んでおり、誕生日にもたばこを求めたという。結婚して3人の子供をもうけた後、2020年8月22日にケープタウンのタイガーバーグ病院で死去。生年月日が正しければ116歳106日没であった。